# Philipp Wegener

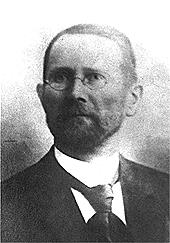
Philipp Wegener

Hugo Paul Theodor Christian Philipp Wegener (* 20. Juli 1848 in Neuhaldensleben; † 15. März 1916 in Greifswald) war ein deutscher Sprachwissenschaftler und Gymnasialdirektor. Unter seinen sprachwissenschaftlichen Arbeiten, die von philosophischen und psychologischen Strömungen beeinflusst sind, ragen seine Untersuchungen über die Grundfragen des Sprachlebens (1885) hervor, in denen er theoretische Konzepte zur funktionalen Syntax grundlegend formulierte.

## Leben
Philipp Wegener war der Sohn des Pfarrers Gustav Hermann Wegener und der Bertha geb. Jösting. Bei seinem Vater, der zunächst Leiter einer Knabenschule in Neuhaldensleben und später Pfarrer in Süplingen und Olvenstedt war, erhielt er den ersten Unterricht. Zu Ostern 1859 ging er an das Pädagogium zum Kloster Unser Lieben Frauen in Magdeburg und erlangte dort zu Ostern 1867 das Reifezeugnis. Anschließend studierte er Evangelische Theologie und Philosophie an der Universität Marburg. Zum Wintersemester 1868/69 wechselte er an die Berliner Universität, wo er sich der Philologie und Sprachwissenschaft zuwandte. Er besuchte Vorlesungen und Seminarübungen bei den Klassischen Philologen und Germanisten Moriz Haupt, Karl Müllenhoff, Adolf Kirchhoff sowie bei dem Sprachwissenschaftler Hermann Steinthal. Am 24. Juni 1871 wurde er zum Dr. phil. promoviert. In seiner Dissertation beschäftigte er sich im Sinne der historischen Sprachwissenschaft mit der Entwicklung verschiedener Kasusfunktionen im Lateinischen und Griechischen. Am 30. April 1872 folgte die Lehramtsprüfung in den Fächern Latein, Griechisch und Deutsch.
Nach seinem Studium trat Wegener in den preußischen Schuldienst ein. Das Probejahr absolvierte er von April bis September 1872 am Domgymnasium Magdeburg, danach am Gymnasium in Treptow an der Rega, wo er zugleich als etatsmäßiger Hilfslehrer angestellt war. Dort lernte er seine spätere Frau Martha Tietzen (1856–1943) kennen, die Tochter des Landarztes Heinrich Wilhelm Tietzen. Zum 1. Oktober 1873 erhielt Wegener in Treptow eine Festanstellung als ordentlicher Lehrer. Ein Jahr später wechselte er an das Stiftsgymnasium Zeitz, zum 1. April 1876 an das Pädagogium zum Kloster Unser Lieben Frauen in Magdeburg. Zuvor hatte er am 15. Juli 1875 Martha Tietzen geheiratet. Mit ihr hatte er drei Töchter, deren Sprachentwicklung er aufmerksam beobachtete, was seiner Forschungsarbeit wichtige Impulse gab.
Neben dem Schuldienst setzte Wegener seine Forschungsarbeit stetig fort. Er sammelte Volkslieder, Sprüche und Überlieferungen zum Brauchtum. Seine Veröffentlichungen erschienen in Beilagen zu Schulprogrammen und in Zeitschriften. Wegener trat verschiedenen wissenschaftlichen Vereinen bei, darunter der Verein für niederdeutsche Sprachforschung, der Verein für Geschichte und Alterthumskunde des Herzogtums und Erzstifts Magdeburg (wo er ab 1878 Vorstandsmitglied war) und der Verein zur Erforschung der niederdeutschen Sprache und Litteratur zu Magdeburg, wo er sich maßgeblich als Fachreferent und Sekretär engagierte.
Zum 1. April 1886 wurde Wegener zum Direktor des Gymnasiums Neuhaldensleben ernannt, das er zwölf Jahre lang leitete. 1898 zog er mit seiner Familie nach Greifswald, wo er zum 1. April zum Direktor des städtischen Gymnasiums mit Realabteilung ernannt wurde. Für seine Verdienst erhielt Wegener am 21. Januar 1906 den Roten Adlerorden 4. Klasse und am 29. Juni 1911 den Kronen-Orden 3. Klasse. Außerdem wurde er zum Geheimen Studienrat ernannt.
Wegeners älteste Tochter Katharina (1876–1945) heiratete 1900 den Klassischen Philologen Wilhelm Kroll (1869–1939); unter den vier Kindern des Paares war der Physiker Wolfgang Kroll. Seine zweite Tochter Marie (1878–1973) heiratete den Apotheker Kurt Helfritz (1869–1949), mit dem sie den Sohn Hans Helfritz (1902–1995) und die Tochter Magdalene (1906–2002) hatte. Die jüngste Tochter Helene (1881–?) heiratete den Arzt Ernst Wex.

## Wissenschaftliches Werk
Wegeners Forschung ging von der Klassischen Philologie aus, in der er sich von seinen Lehrern Haupt, Kirchhoff und Müllenhoff beeinflusst zeigte. Im Sinne Kirchhoffs zerlegte er das fünfte Buch der Odyssee sowie die Homerischen Hymnen auf Apollon und Diana in mehrere Einzellieder. Ähnlich beschäftigte er sich mit den mittelhochdeutschen Sagen.
Der Sprachwissenschaft gehörte bereits seine Dissertation an, in der er die Entwicklung verschiedener Kasusfunktionen (des Ablativs, Instrumentals, Lokativs und Dativs) im Lateinischen und Griechischen befasste und neben den Funktionen auch die Entwicklung der Suffixe untersuchte. Daran anknüpfend verfasste er eine Studie über den lateinischen Relativsatz. Stärker interessierte Wegener jedoch die niederdeutsche Sprache, der er in seiner märkischen Heimat seit den Kindertagen begegnete. Er veröffentlichte mittel- und neuniederdeutsche Gedichte und Lieder.
Durch den Kontakt mit dem Germanisten Hermann Paul trat Wegener den „Junggrammatikern“ nahe. Er beriet Paul bei seinem für diese Richtung grundlegenden Werk Principien der Sprachgeschichte (1882) und legte selbst 1885 mit seinen Untersuchungen über die Grundfragen des Sprachlebens eine vielbeachtete Monografie vor. Er trat für die gleichberechtigte Berücksichtigung von physiologischen und psychologischen Aspekten der Sprache ein. Die Beschreibung von Dialekten hatte er zuerst auf der Versammlung deutscher Philologen und Schulmänner in Trier 1879 programmatisch vorgestellt; er stellte sie später schriftlich in Hermann Pauls Grundriss der Germanistik (1901) dar.
Aus der Schulpraxis meldete sich Wegener mehrmals mit pädagogischen und didaktischen Schriften über den altsprachlichen und deutschen Unterricht. Im Zuge der Gymnasialreformen sprach er sich für die Abschaffung des Lateinunterrichts an den Realschulen aus, um den Bedürfnissen des Mittelstandes entgegenzukommen.

## Schriften (Auswahl)
- De casuum nonnullorum Graecorum Latinorumque historia. Berlin 1871 (Dissertation)
- Der lateinische Relativsatz. Treptow an der Rega 1874 (Schulprogramm) Digitalisat
- Verzeichnis der auf der Zeitzer Stiftsbibliothek befindlichen Handschriften. Zeitz 1876 (Schulprogramm)
- Drei mittelniederdeutsche Gedichte des 15. Jahrhunderts mit kritischen Bemerkungen. Magdeburg 1878 (Schulprogramm)
- Volksthümliche Lieder aus Norddeutschland, besonders dem Magdeburger Lande und Holstein, nach eigenen Sammlungen und nach Beiträgen von Carstens und Pröhle. 3 Teile, Leipzig 1879–1880
- Untersuchungen über die Grundfragen des Sprachlebens. Halle 1885
  - Englische Übersetzung von Wilfred Abse: Speech and Reason. Language Disorder in Mental Disease. Bristol (Virginia) 1971
  - Neuausgabe von Konrad Koerner, mit einem englischen Vorwort von Clemens Knobloch, Amsterdam/Philadelphia 1991
- Antrittsrede des Directors, gehalten am 4. Mai 1886. Neuhaldensleben 1887 (Schulprogramm)
- Zur Methodik des Horaz-Unterrichts in der Gymnasial-Prima. 2 Teile, Neuhaldensleben 1889–1890 (Schulprogramm)
- Zur Methodik des lateinischen und griechischen Unterrichts. Greifswald 1899 (Schulprogramm)
- Vorwort über den Wert der lateinlosen Realschulen. Greifswald 1900 (Schulprogramm)
- Zur Sage von den Nibelungen. Greifswald 1901 (Schulprogramm)
- Zur Geschichte des Gymnasiums zu Greifswald. 2 Teile, Greifswald 1904–1905 (Schulprogramm)
- Zur Geschichte des deutschen Unterrichts. Greifswald 1906 (Schulprogramm)